# ریو هوزومی
ریو هوزومی (ژاپنی: 穂積 諒؛ زادهٔ ۳۰ مهٔ ۱۹۹۴) یک بازیکن فوتبال اهل ژاپن است.
از باشگاه‌هایی که در آن بازی کرده‌است می‌توان به باشگاه فوتبال ونریر هاچینوهه اشاره کرد.